# Pablo Duarte
Carlos Pablo Duarte Couto (Melo, 1 de julio de 1967) es un médico formado en Técnicas Cardiológicas no invasivas y político uruguayo perteneciente al Partido Nacional.

## Biografía
Está casado con María Eugenia Marquisá y es padre de Aparicio, Juan Pablo y Gervasio.
Es Médico egresado de la Universidad de la República especializado en técnicas cardiológicas no invasivas. Prestó sus servicios de salud en CAMCEL, el Hospital de Melo y Sanatorio Americano.
En la administración de Sergio Botana, que fue de 2010 a 2019, fue director de Gestión Social y precursor del proyecto de Telemedicina en el primer período. Posteriormente fue Secretario General en su segunda gestión, hasta julio de 2019.
Intendente por Cerro Largo en el periodo julio de 2019 - febrero de 2020.
Además de médico, es productor rural en Bañado de Medina y apicultor
Su iniciación en la actuación política fue en 1980 junto al grupo ACF "Adelante con fe",  luego con el Movimiento Nacional de Rocha. Posteriormente milita activamente en la Agrupación José Gervasio Artigas (lista 3) de Botana, adhiriéndose a nivel nacional a los movimientos Alianza Nacional (2005-2015), de los cuales presenta lista propia en las internas de 2014 para el Órgano Deliberativo Nacional, y Mejor País (2018-2019).
En las elecciones internas de 2019, Duarte apoyó la precandidatura de Enrique Antía a la Presidencia y Sergio Botana al Senado, obteniendo el triunfo a la candidatura de cara a las municipales bajo el sub lema "Para que Cerro Largo siga siendo Cerro Largo". Faltando pocas semanas para la contienda departamental, se presenta muy reñida la interna frente a su competidor José Yurramendi Pérez. Finalmente fue derrotado por Yurramendi